# Сабо
Сабо (мађ. Szabó) је веома често мађарско презиме као на пример код Срба Јовановић, Николић, Ковачевић… Сабо на мађарском значи „кројач”.